# CHIPsat
CHIPsat (acrônimo em lingua inglesa para: Cosmic Hot Interstellar Plasma Spectrometer satellite) foi um satélite estadunidense de pesquisas astronômicas. Foi lançado em 12 de janeiro de 2003 através de um foguete Delta II da Base da Força Aérea de Vandenberg, nos Estados Unidos.
O objetivo principal era estudar o gás de milhões de graus no locais do meio interestelar. O CHIPSat foi concebido para captar o espectro antes de o fraco brilho ultravioleta extremo, brilho ele que se espera que venha a ser emitido pelo gás quente interestelar dentro de cerca de 300 anos-luz do sol, uma região frequentemente referida, como a bolha Local. Surpreendentemente, essas medidas produziram um resultado nulo, apenas com emissões muito fracas de EUV detectados, apesar das expectativas teóricas de emissões muito mais fortes.
Em janeiro de 2007, a nave espacial foi convertida em um observatório solar. O Satélite operações foram encerradas em abril de 2008.